# Te Deum (Penderecki)
Krzysztof Penderecki componeerde zijn Te Deum in de jaren 1979 en 1980. Het is geschreven voor vier solisten (sopraan, mezzosopraan, tenor en bas), koor en symfonieorkest.
Penderecki kreeg inspiratie voor het Te Deum tijdens de zalving op 16 oktober 1978 van Karol Wojtiła tot eerste paus afkomstig uit Polen. Polen was toen nog een communistische staat, waarbij het katholicisme stevig onderdrukt werd. De keus voor een paus afkomstig uit Polen was een dubbele overwinning van de gelovigen in dat land (bevrijding en erkenning). Penderecki voltooide het werk in september 1980. Deze overwinning werd dan ook gevierd door een première in de Kathedraal van Franciscus van Assisi, Krakau. Het communisme had toen officieel nog de leiding maar de regerende macht werd steeds meer uitgehold, onder meer doordat het katholieke geloof weer tevoorschijn kwam.

## Compositie
Aan de hand van de toenmalige ontwikkelingen in Polen werd verwacht dat het een uitbundig feestelijk werk zou worden, dat bleek niet het geval. Het is een bedachtzaam werk en haast een klaagzang. De delen wordt uitwendig gewoon delen 1,2 en 3 genoemd, maar er vinden kleine verschuivingen plaats bij het wisselen van tekstdelen, aangegeven in de partituur:
1. Te Deum laudamus;
2. Te Martyrum candidatus laudat exercitus
3. Salvum fac populum tuum Domine.

## Bron en discografie
- Uitgave Naxos; koor en orkest van het Warschaus Nationaal Filharmonisch Orkest onder leiding van Antoni Wit.